# Eira
Eira er en bydel i Helsinki, Finland. Den ligger i Ullanlinna-distriktet (svensk: Ulrikasborg) i det sydlige stordistrikt.
Bydelen opstod i begyndelsen af 1900-tallet. Den er opkaldt efter Eira Hospital, der ligger i nabobydelen Ullanlinna (svensk: Ulrikasborg). Hospitalet er navngivet efter Eira Hospital i Stockholm, der i sig selv er opkaldt efter den nordiske gudinde for lægekunst, Eir.
Eira ligger syd for Helsinkis centrum. Bydelen er med sine gamle jugendlejligheder et af Helsinkis dyreste områder. Eira er hjemsted for mange udenlandske ambassader.
I Aki Kaurismäkis film Calamari Union repræsenterer bydelen den velstand og trivsel, som filmens karakterer forsøger at opnå ved at flytte fra Kallio (svensk: Berghäll) til Eira.
Eira har et areal på 0,19 km2 og et indbyggertal på 1.089 (2014).